# Bosman-arrest
Het Bosman-arrest is een uitspraak van het Europese Hof van Justitie van 15 december 1995 (zaak C-415/93), inzake de transfersom van de Belgische voetballer Jean-Marc Bosman, die in 1990 zijn vrijheid opeiste nadat zijn contract bij Club Luik afgelopen was. Vóór het Bosman-arrest kon, ook al was het contract uitgediend, de oude club bij het aangaan van een overeenkomst met een andere club een transfersom eisen. Sportclubs konden autonoom beslissen om een speler al dan niet te laten vertrekken. Dit gaf hen een machtspositie, en leidde tot situaties waarbij een transfer niet werd goedgekeurd omdat deze niet financieel aantrekkelijk was voor de club.

## Voorgeschiedenis
Bosman speelde bij Club Luik, dat destijds speelde in de Belgische Eerste Klasse. Na afloop van zijn contract, in de zomer van 1990, wilde hij gaan spelen bij USL Dunkerque, in de Franse tweede klasse. Luik vroeg een 'opleidingsvergoeding' van 12 miljoen BEF als transfersom, maar geen enkele club was bereid om Bosman onder deze voorwaarden aan te trekken. De overeenkomst met de Franse club werd nooit goedgekeurd, en Bosman werd door de Luikse sportclub geschorst.
Door deze hoge transfersom te vragen werd zijn transfer verhinderd, zo betoogde Bosman. Hij klaagde de Belgische voetbalbond aan, stellend dat de transferregels en nationaliteitsregels in het voetbal strijdig waren met het Verdrag van Rome betreffende de mededinging en het vrije verkeer van werknemers. De Belgische rechter schorste het geding en verzocht het Hof van Justitie om een prejudiciële beslissing.
Bosman leefde jarenlang van weinig geld en werd door voetbalorganisaties onder druk gezet om de zaak in te trekken.

## Rechtsvragen
- Zijn transfersommen na het aflopen van een contract in strijd met artikel 39 EEG-verdrag? (Ja.)
- Zijn nationaliteitsclausules in strijd met artikel 39 EEG-verdrag (thans: artikel 45 van het Werkingsverdrag van de Europese Unie)? (Ja.)
- Krijgt het arrest van het Hof terugwerkende kracht? (Neen.)

## Uitspraak
Het Hof deed op 15 december 1995 een uitspraak die ook inhield dat de ingangsdatum terstond was. Het Hof stelde Bosman in het gelijk; voor spelers van wie het contract afgelopen was, kon niet langer een transfersom gevraagd worden en beperkingen van het aantal buitenlandse spelers werden opgeheven voor zover het spelers uit EU-landen betrof. De Europese Commissie maakte duidelijk dat zij de uitspraak niet zou beperken. Ook deed het Hof de uitspraak dat buitenlandse spelers die niet in het bezit zijn van een geldige verblijfsvergunning, in strijd zijn met het Verdrag van Rome.

## Gevolgen
De machtspositie van spelers ten opzichte van clubs werd versterkt. Bovendien hoefden er minder transfersommen betaald te worden. Het aantal transfers en de salarissen stegen daardoor. Daarnaast nam bij veel clubs het aantal buitenlandse spelers toe, doordat het niet meer aan een maximum gebonden was. En omdat het voor spelers makkelijker werd om van club te wisselen na afloop van het contract, blijven spelers sindsdien minder lang voor dezelfde club spelen. Clubs gingen hun spelers langer contracteren.

## Trivia
- Het arrest bevat 148 rechterlijke overwegingen (genummerd).
- In het arrest Defrenne/Sabena II heeft het Hof zich voor het eerst bevoegd geacht om de terugwerkende kracht van een prejudicieel uitleggingsarrest te beperken tot de betrokken procespartijen (tenzij men voor de datum van de uitspraak al een soortgelijke rechtsvordering had ingesteld). Ook in het Bosman-arrest is bepaald dat de uitspraak geen terugwerkende kracht heeft voor anderen.[5]